# Lijst van zwemrecords 100 meter vlinderslag vrouwen
Dit is een overzicht van de verschillende zwemrecords op de 100 meter vlinderslag bij de vrouwen, onderverdeeld in de langebaan (50 meter) en de kortebaan (25 meter).

## Langebaan (50 meter)

### Ontwikkeling wereldrecord
| Nr. | Naam              | Land                           | Tijd    | Datum             | Plaats          |
| --- | ----------------- | ------------------------------ | ------- | ----------------- | --------------- |
|     | Gretchen Walsh    | Verenigde Staten               | 54,60   | 3 mei 2025        | Fort Lauderdale |
|     | Gretchen Walsh    | Verenigde Staten               | 55,09   | 3 mei 2025        | Fort Lauderdale |
|     | Gretchen Walsh    | Verenigde Staten               | 55,18   | 15 juni 2024      | Indianapolis    |
|     | Sarah Sjöström    | Zweden                         | 55,48   | 7 augustus 2016   | Rio de Janeiro  |
|     | Sarah Sjöström    | Zweden                         | 55,64   | 3 augustus 2015   | Kazan           |
|     | Sarah Sjöström    | Zweden                         | 55,74   | 2 augustus 2015   | Kazan           |
|     | Dana Vollmer      | Verenigde Staten               | 55,98   | 29 juli 2012      | Londen          |
|     | Sarah Sjöström    | Zweden                         | 56,06   | 27 juli 2009      | Rome            |
|     | Sarah Sjöström    | Zweden                         | 56,44   | 26 juli 2009      | Rome            |
|     | Inge de Bruijn    | Nederland                      | 56,61   | 17 september 2000 | Sydney          |
|     | Inge de Bruijn    | Nederland                      | 56,64   | 22 juli 2000      | Federal Way     |
|     | Inge de Bruijn    | Nederland                      | 56,69   | 27 mei 2000       | Sheffield       |
|     | Jenny Thompson    | Verenigde Staten               | 57,88   | 23 augustus 1999  | Sydney          |
|     | Mary T. Meagher   | Verenigde Staten               | 57,93   | 16 augustus 1981  | Brown Deer      |
|     | Mary T. Meagher   | Verenigde Staten               | 59,26   | 11 april 1980     | Austin          |
|     | Andrea Pollack    | Duitse Democratische Republiek | 59,46   | 3 juli 1978       | Oost-Berlijn    |
|     | Christiane Knacke | Duitse Democratische Republiek | 59,78   | 28 augustus 1977  | Oost-Berlijn    |
|     | Kornelia Ender    | Duitse Democratische Republiek | 1.00,13 | 22 juli 1976      | Montréal        |
|     | Kornelia Ender    | Duitse Democratische Republiek | 1.00,13 | 4 juni 1976       | Oost-Berlijn    |
|     | Kornelia Ender    | Duitse Democratische Republiek | 1.01,24 | 24 juli 1975      | Cali            |
|     | Kornelia Ender    | Duitse Democratische Republiek | 1.01,33 | 9 juni 1975       | Wittenberg      |
|     | Rosemarie Kother  | Duitse Democratische Republiek | 1.01,88 | 1 september 1974  | Concord         |
|     | Rosemarie Kother  | Duitse Democratische Republiek | 1.01,99 | 22 augustus 1974  | Wenen           |
|     | Rosemarie Kother  | Duitse Democratische Republiek | 1.02,09 | 21 augustus 1974  | Wenen           |
|     | Kornelia Ender    | Duitse Democratische Republiek | 1.02,31 | 14 juli 1973      | Oost-Berlijn    |
|     | Kornelia Ender    | Duitse Democratische Republiek | 1.03,05 | 14 april 1973     | Oost-Berlijn    |
|     | Mayumi Aoki       | Japan                          | 1.03,34 | 1 september 1972  | München         |
|     | Andrea Gyarmati   | Hongarije                      | 1.03,80 | 31 augustus 1972  | München         |
|     | Mayumi Aoki       | Japan                          | 1.03,9  | 21 juli 1972      | Tokio           |
|     | Alice Jones       | Verenigde Staten               | 1.04,1  | 20 augustus 1970  | Los Angeles     |
|     | Ada Kok           | Nederland                      | 1.04,5  | 14 augustus 1965  | Boedapest       |
|     | Sharon Stouder    | Verenigde Staten               | 1.04,7  | 16 oktober 1964   | Tokio           |
|     | Ada Kok           | Nederland                      | 1.05,1  | 30 mei 1964       | Blackpool       |
|     | Ada Kok           | Nederland                      | 1.06,1  | 1 september 1963  | Soestduinen     |
|     | Kathy Ellis       | Verenigde Staten               | 1.06,5  | 16 augustus 1963  | High Point      |
|     | Mary Stewart      | Canada                         | 1.07,3  | 28 juli 1962      | Vancouver       |
|     | Susan Doerr       | Verenigde Staten               | 1.08,2  | 12 augustus 1961  | Philadelphia    |
|     | Mary Stewart      | Canada                         | 1.08,8  | 12 augustus 1961  | Philadelphia    |
|     | Janice Andrew     | Australië                      | 1.08,9  | 2 april 1961      | Tokio           |
|     | Nancy Ramey       | Verenigde Staten               | 1.09,1  | 2 september 1959  | Chicago         |
|     | Nancy Ramey       | Verenigde Staten               | 1.09,6  | 28 juni 1958      | Los Angeles     |
|     | Atie Voorbij      | Nederland                      | 1.10,5  | 4 augustus 1957   | Rhenen          |
|     | Atie Voorbij      | Nederland                      | 1.10,5  | 12 november 1956  | Hilversum       |
|     | Shelley Mann      | Verenigde Staten               | 1.11,8  | 7 juli 1956       | Tyler           |
|     | Atie Voorbij      | Nederland                      | 1.11,9  | 5 februari 1956   | Velsen          |
|     | Atie Voorbij      | Nederland                      | 1.13,1  | 21 september 1955 | Vlaardingen     |
|     | Atie Voorbij      | Nederland                      | 1.13,2  | 28 augustus 1955  | Algiers         |
|     | Atie Voorbij      | Nederland                      | 1.13,7  | 14 juli 1955      | Naarden         |
|     | Mary Kok          | Nederland                      | 1.13,8  | 16 april 1955     | Alkmaar         |
|     | Shelley Mann      | Verenigde Staten               | 1.14,0  | 4 september 1954  | Richmond        |
|     | Jutta Langenau    | DDR                            | 1.16,6  | 31 augustus 1954  | Turijn          |

### OntwikkelingOlympischrecord
| Nr. | Naam            | Land                           | Tijd    | Datum             | Plaats         |
| --- | --------------- | ------------------------------ | ------- | ----------------- | -------------- |
|     | Sarah Sjöström  | Zweden                         | 55,48   | 7 augustus 2016   | Rio de Janeiro |
|     | Sarah Sjöström  | Verenigde Staten               | 55,84   | 6 augustus 2016   | Rio de Janeiro |
|     | Dana Vollmer    | Verenigde Staten               | 55,98   | 29 juli 2012      | Londen         |
|     | Dana Vollmer    | Verenigde Staten               | 56,25   | 28 juli 2012      | Londen         |
|     | Inge de Bruijn  | Nederland                      | 56,61   | 17 september 2000 | Sydney         |
|     | Inge de Bruijn  | Nederland                      | 57,14   | 16 september 2000 | Sydney         |
|     | Inge de Bruijn  | Nederland                      | 57,60   | 16 september 2000 | Sydney         |
|     | Jenny Thompson  | Verenigde Staten               | 57,66   | 16 september 2000 | Sydney         |
|     | Qian Hong       | China                          | 58,62   | 30 juli 1992      | Barcelona      |
|     | Kristin Otto    | Duitse Democratische Republiek | 59,00   | 23 september 1988 | Seoel          |
|     | Mary T. Meagher | Verenigde Staten               | 59,05   | 2 augustus 1984   | Los Angeles    |
|     | Kornelia Ender  | Duitse Democratische Republiek | 1.00,13 | 22 juli 1976      | Montréal       |
|     | Kornelia Ender  | Duitse Democratische Republiek | 1.01,03 | 21 juli 1976      | Montréal       |
|     | Andrea Pollack  | Duitse Democratische Republiek | 1.01,43 | 21 juli 1976      | Montréal       |
|     | Wendy Boglioli  | Verenigde Staten               | 1.01,84 | 21 juli 1976      | Montréal       |
|     | Hélène Boivin   | Canada                         | 1.02,67 | 21 juli 1976      | Montréal       |
|     | Mayumi Aoki     | Japan                          | 1.03,34 | 1 september 1972  | München        |
|     | Andrea Gyarmati | Hongarije                      | 1.03,80 | 31 augustus 1972  | München        |
|     | Mayumi Aoki     | Japan                          | 1.04,00 | 31 augustus 1972  | München        |
|     | Andrea Gyarmati | Hongarije                      | 1.04,01 | 31 augustus 1972  | München        |
|     | Sharon Stouder  | Verenigde Staten               | 1.04,7  | 16 oktober 1964   | Tokio          |
|     | Sharon Stouder  | Verenigde Staten               | 1.05,6  | 15 oktober 1964   | Tokio          |
|     | Sharon Stouder  | Verenigde Staten               | 1.07,0  | 14 oktober 1964   | Tokio          |
|     | Donna de Varona | Verenigde Staten               | 1.07,5  | 14 oktober 1964   | Tokio          |
|     | Kathy Ellis     | Verenigde Staten               | 1.07,8  | 14 oktober 1964   | Tokio          |
|     | Carolyn Schuler | Verenigde Staten               | 1.09,5  | 30 augustus 1960  | Rome           |
|     | Carolyn Schuler | Verenigde Staten               | 1.09,8  | 29 augustus 1960  | Rome           |
|     | Shelley Mann    | Verenigde Staten               | 1.11,0  | 5 december 1956   | Melbourne      |
|     | Shelley Mann    | Verenigde Staten               | 1.11,2  | 3 december 1956   | Melbourne      |

### OntwikkelingEuropeesrecord
| Nr. | Naam                | Land                           | Tijd    | Datum             | Plaats       |
| --- | ------------------- | ------------------------------ | ------- | ----------------- | ------------ |
|     | Sarah Sjöström      | Zweden                         | 56,06   | 27 juli 2009      | Rome         |
|     | Sarah Sjöström      | Zweden                         | 56,44   | 26 juli 2009      | Rome         |
|     | Inge de Bruijn      | Nederland                      | 56,61   | 17 september 2000 | Sydney       |
|     | Inge de Bruijn      | Nederland                      | 56,64   | 22 juli 2000      | Federal Way  |
|     | Inge de Bruijn      | Nederland                      | 56,69   | 27 mei 2000       | Sheffield    |
|     | Inge de Bruijn      | Nederland                      | 57,96   | 20 mei 2000       | Monte Carlo  |
|     | Martina Moravcová   | Slowakije                      | 58,41   | 31 maart 2000     | Federal Way  |
|     | Inge de Bruijn      | Nederland                      | 58,49   | 30 juli 1999      | Istanboel    |
|     | Inge de Bruijn      | Nederland                      | 58,92   | 29 juli 1999      | Istanboel    |
|     | Johanna Sjöberg     | Zweden                         | 58,93   | 2 juli 1999       | Halmstad     |
|     | Kristin Otto        | Duitse Democratische Republiek | 59,00   | 23 september 1988 | Seoel        |
|     | Catherine Plewinski | Frankrijk                      | 59,34   | 23 september 1988 | Seoel        |
|     | Tatyana Kurnikova   | Sovjet-Unie                    | 59,41   | 23 augustus 1984  | Moskou       |
|     | Andrea Pollack      | Duitse Democratische Republiek | 59,46   | 3 juli 1978       | Oost-Berlijn |
|     | Christiane Knacke   | Duitse Democratische Republiek | 59,78   | 28 augustus 1977  | Oost-Berlijn |
|     | Kornelia Ender      | Duitse Democratische Republiek | 1.00,13 | 22 juli 1976      | Montréal     |
|     | Kornelia Ender      | Duitse Democratische Republiek | 1.00,13 | 4 juni 1976       | Oost-Berlijn |
|     | Kornelia Ender      | Duitse Democratische Republiek | 1.01,24 | 24 juli 1975      | Cali         |
|     | Kornelia Ender      | Duitse Democratische Republiek | 1.01,33 | 9 juni 1975       | Wittenberg   |
|     | Rosemarie Kother    | Duitse Democratische Republiek | 1.01,88 | 1 september 1974  | Concord      |
|     | Rosemarie Kother    | Duitse Democratische Republiek | 1.01,99 | 22 augustus 1974  | Wenen        |
|     | Rosemarie Kother    | Duitse Democratische Republiek | 1.02,09 | 21 augustus 1974  | Wenen        |
|     | Kornelia Ender      | Duitse Democratische Republiek | 1.02,31 | 14 juli 1973      | Oost-Berlijn |
|     | Kornelia Ender      | Duitse Democratische Republiek | 1.03,05 | 14 april 1973     | Oost-Berlijn |
|     | Roswitha Beier      | Duitse Democratische Republiek | 1.03,61 | 1 september 1972  | München      |
|     | Andrea Gyarmati     | Hongarije                      | 1.03,80 | 31 augustus 1972  | München      |
|     | Andrea Gyarmati     | Hongarije                      | 1.04,10 | 31 augustus 1972  | München      |
|     | Ada Kok             | Nederland                      | 1.04,5  | 14 augustus 1965  | Boedapest    |
|     | Ada Kok             | Nederland                      | 1.05,1  | 30 mei 1964       | Blackpool    |
|     | Ada Kok             | Nederland                      | 1.06,1  | 1 september 1963  | Soestduinen  |
|     | Ada Kok             | Nederland                      | 1.08,7  | 23 maart 1963     | Durban       |
|     | Ada Kok             | Nederland                      | 1.09,0  | 24 augustus 1962  | Leipzig      |
|     | Ute Noack           | Duitse Democratische Republiek | 1.09,8  | 14 juli 1962      | Wittenberg   |
|     | Ute Noack           | Duitse Democratische Republiek | 1.10,0  | 1 april 1962      | Berlijn      |
|     | Marianne Heemskerk  | Nederland                      | 1.10,4  | 30 augustus 1960  | Rome         |
|     | Atie Voorbij        | Nederland                      | 1.10,0  | 19 augustus 1957  | Barcelona    |
|     | Atie Voorbij        | Nederland                      | 1.10,5  | 4 augustus 1957   | Rhenen       |
|     | Atie Voorbij        | Nederland                      | 1.10,5  | 12 november 1956  | Hilversum    |
|     | Atie Voorbij        | Nederland                      | 1.11,9  | 5 februari 1956   | Velsen       |
|     | Atie Voorbij        | Nederland                      | 1.13,1  | 21 september 1955 | Vlaardingen  |
|     | Atie Voorbij        | Nederland                      | 1.13,2  | 28 augustus 1955  | Algiers      |
|     | Atie Voorbij        | Nederland                      | 1.13,7  | 14 juli 1955      | Naarden      |
|     | Mary Kok            | Nederland                      | 1.13,8  | 16 april 1955     | Alkmaar      |
|     | Jutta Langenau      | DDR                            | 1.16,6  | 31 augustus 1954  | Turijn       |

### OntwikkelingNederlandsrecord
| Nr. | Naam                 | Club          | Tijd    | Datum             | Plaats        |
| --- | -------------------- | ------------- | ------- | ----------------- | ------------- |
|     | Inge de Bruijn       | PSV           | 56,61   | 17 september 2000 | Sydney        |
|     | Inge de Bruijn       | PSV           | 56,64   | 22 juli 2000      | Washington    |
|     | Inge de Bruijn       | PSV           | 56,69   | 27 mei 2000       | Sheffield     |
|     | Inge de Bruijn       | PSV           | 57,96   | 20 mei 2000       | Monaco        |
|     | Inge de Bruijn       | PSV           | 58,49   | 30 juli 1999      | Istanboel     |
|     | Inge de Bruijn       | PSV           | 58,92   | 29 juli 1999      | Istanboel     |
|     | Inge de Bruijn       | PSV           | 59,28   | 30 juli 1998      | New York      |
|     | Inge de Bruijn       | PSV           | 59,52   | 20 juni 1998      | Eindhoven     |
|     | Inge de Bruijn       | PSV           | 1.00,09 | 15 januari 1998   | Perth         |
|     | Inge de Bruijn       | Nautilus      | 1.00,21 | 19 juni 1993      | Amersfoort    |
|     | Inge de Bruijn       | De Dolfijn    | 1.00,57 | 17 juli 1990      | Amersfoort    |
|     | Conny van Bentum     | De Dolfijn    | 1.00,62 | 23 september 1988 | Seoel         |
|     | Conny van Bentum     | DWK           | 1.00,75 | 24 mei 1986       | Mission Viejo |
|     | Annemarie Verstappen | Dommelbaarzen | 1.00,96 | 27 januari 1985   | Amersfoort    |
|     | Annemarie Verstappen | BZV/Solar     | 1.01,37 | 10 juli 1983      | Amersfoort    |
|     | Annemarie Verstappen | BZV/Solar     | 1.01,7  | 12 juni 1983      | Breda         |
|     | Enith Brigitha       | Het Y         | 1.02,03 | 5 augustus 1979   | Bonn          |
|     | Enith Brigitha       | Het Y         | 1.02,78 | 23 augustus 1978  | West-Berlijn  |
|     | Enith Brigitha       | Het Y         | 1.02,89 | 23 augustus 1978  | West-Berlijn  |
|     | Enith Brigitha       | Het Y         | 1.02,96 | 16 juli 1977      | Amersfoort    |
|     | Enith Brigitha       | Het Y         | 1.03,35 | 16 juli 1977      | Amersfoort    |
|     | Enith Brigitha       | Het Y         | 1.03,9  | 14 mei 1977       | Amsterdam     |
|     | Ada Kok              | De Futen      | 1.04,5  | 14 augustus 1965  | Boedapest     |
|     | Ada Kok              | De Futen      | 1.05,1  | 30 mei 1964       | Blackpool     |
|     | Ada Kok              | De Futen      | 1.06,1  | 1 september 1963  | Soestduinen   |
|     | Ada Kok              | HDZ           | 1.08,7  | 23 maart 1963     | Durban        |
|     | Ada Kok              | HDZ           | 1.09,0  | 24 augustus 1962  | Leipzig       |
|     | Marianne Heemskerk   | Naarden       | 1.10,4  | 30 augustus 1960  | Rome          |
|     | Atie Voorbij         | De Robben     | 1.10,5  | 4 augustus 1957   | Rhenen        |
|     | Atie Voorbij         | De Robben     | 1.11,7  | 3 augustus 1957   | Rhenen        |
|     | Atie Voorbij         | De Robben     | 1.13,8  | 17 juli 1955      | Parijs        |
|     | Atie Voorbij         | De Robben     | 1.16,4  | 10 juli 1955      | Woerden       |

## Kortebaan (25 meter)

### Ontwikkeling wereldrecord
| Nr. | Naam              | Land             | Tijd  | Datum            | Plaats          |
| --- | ----------------- | ---------------- | ----- | ---------------- | --------------- |
|     | Gretchen Walsh    | Verenigde Staten | 52,87 | 13 december 2024 | Boedapest       |
|     | Gretchen Walsh    | Verenigde Staten | 53,24 | 13 december 2024 | Boedapest       |
|     | Margaret MacNeil  | Canada           | 54,05 | 18 december 2022 | Melbourne       |
|     | Kelsi Dahlia      | Verenigde Staten | 54,59 | 3 december 2021  | Eindhoven       |
|     | Sarah Sjostrom    | Zweden           | 54,61 | 7 december 2024  | Doha            |
|     | Diane Bui Duyet   | Frankrijk        | 55,05 | 12 december 2009 | Istanboel       |
|     | Felicity Galvez   | Australië        | 55,46 | 11 november 2009 | Stockholm       |
|     | Jessicah Schipper | Australië        | 55,68 | 12 augustus 2009 | Hobart          |
|     | Libby Trickett    | Australië        | 55,74 | 26 april 2008    | Canberra        |
|     | Felicity Galvez   | Australië        | 55,89 | 13 april 2008    | Manchester      |
|     | Lisbeth Lenton    | Australië        | 55,95 | 28 augustus 2006 | Hobart          |
|     | Natalie Coughlin  | Verenigde Staten | 56,34 | 22 november 2002 | New York        |
|     | Martina Moravcová | Slowakije        | 56,55 | 26 januari 2002  | Berlijn         |
|     | Jenny Thompson    | Verenigde Staten | 56,56 | 18 maart 2000    | Athene          |
|     | Jenny Thompson    | Verenigde Staten | 56,80 | 12 februari 2000 | Parijs          |
|     | Jenny Thompson    | Verenigde Staten | 56,90 | 1 december 1998  | College Station |
|     | Jenny Thompson    | Verenigde Staten | 57,79 | 19 april 1997    | Göteborg        |
|     | Ayari Aoyama      | Japan            | 58,24 | 28 maart 1997    | Tokio           |
|     | Misty Hyman       | Verenigde Staten | 58,29 | 1 december 1996  | Sainte-Foy      |
|     | Limin Liu         | China            | 58,68 | 2 december 1995  | Rio de Janeiro  |
|     | Angela Kennedy    | Australië        | 58,77 | 18 februari 1995 | Gelsenkirchen   |

- FINA erkent wereldrecords op de kortebaan sinds 3 maart 1991.

### OntwikkelingEuropeesrecord
| Nr. | Naam              | Land      | Tijd  | Datum            | Plaats          |
| --- | ----------------- | --------- | ----- | ---------------- | --------------- |
|     | Diane Bui Duyet   | Frankrijk | 56,50 | 28 december 2008 | Saint-Paul      |
|     | Martina Moravcová | Slowakije | 56,55 | 26 januari 2002  | Berlijn         |
|     | Martina Moravcová | Slowakije | 56,86 | 22 januari 2002  | Stockholm       |
|     | Martina Moravcová | Slowakije | 57,09 | 18 januari 2002  | Parijs          |
|     | Martina Moravcová | Slowakije | 57,16 | 20 januari 2001  | Berlijn         |
|     | Martina Moravcová | Slowakije | 57,54 | 17 december 2000 | Valencia        |
|     | Martina Moravcová | Slowakije | 57,55 | 18 maart 2000    | Athene          |
|     | Martina Moravcová | Slowakije | 57,72 | 12 december 1998 | Sheffield       |
|     | Inge de Bruijn    | Nederland | 57,93 | 12 december 1998 | Sheffield       |
|     | Martina Moravcová | Slowakije | 58,39 | 4 december 1998  | College Station |
|     | Martina Moravcová | Slowakije | 58,58 | 19 april 1997    | Göteborg        |
|     | Johanna Sjöberg   | Zweden    | 58,80 | 14 december 1996 | Rostock         |

### OntwikkelingNederlandsrecord
| Nr. | Naam                 | Club      | Tijd      | Datum             | Plaats      |
| --- | -------------------- | --------- | --------- | ----------------- | ----------- |
|     | Inge de Bruijn       | PSV       | 56,61 1   | 17 september 2000 | Sydney      |
|     | Inge de Bruijn       | PSV       | 56,64 1   | 22 juli 2000      | Washington  |
|     | Inge de Bruijn       | PSV       | 56,69 1   | 27 mei 2000       | Sheffield   |
|     | Inge de Bruijn       | PSV       | 57,93     | 12 december 1998  | Sheffield   |
|     | Inge de Bruijn       | PSV       | 59,28 1   | 30 juli 1998      | New York    |
|     | Inge de Bruijn       | PSV       | 59,52 1   | 20 juni 1998      | Eindhoven   |
|     | Inge de Bruijn       | Nautilus  | 59,65     | 13 maart 1993     | Dordrecht   |
|     | Inge de Bruijn       | Nautilus  | 1.00,04   | 16 februari 1993  | Sheffield   |
|     | Judith Anema         | AZ&PC     | 1.00,05   | 5 maart 1988      | Emmen       |
|     | Annemarie Verstappen | BZV/Solar | 1.00,1    | 26 november 1983  | Lelystad    |
|     | Annemarie Verstappen | BZV/Solar | 1.00,6    | 30 oktober 1983   | Vught       |
|     | Annemarie Verstappen | BZV/Solar | 1.01,02   | 6 maart 1983      | Hengelo     |
|     | Conny van Bentum     | DWK       | 1.01,3    | 11 december 1982  | Barneveld   |
|     | Annemarie Verstappen | BZV/Solar | 1.01,5    | 7 februari 1982   | Offenbach   |
|     | Enith Brigitha       | Het Y     | 1.02,03 1 | 5 augustus 1979   | Bonn        |
|     | Enith Brigitha       | Het Y     | 1.02,58   | 6 maart 1977      | Bremen      |
|     | Anke Rijnders        | AZ&PC     | 1.04,4    | 3 april 1972      | Utrecht     |
|     | Ada Kok              | De Futen  | 1.04,4    | 10 september 1965 | Zwolle      |
|     | Ada Kok              | De Futen  | 1.04,5 1  | 14 augustus 1965  | Boedapest   |
|     | Ada Kok              | De Futen  | 1.05,1 1  | 30 mei 1964       | Blackpool   |
|     | Ada Kok              | De Futen  | 1.06,1 1  | 1 september 1963  | Soestduinen |
|     | Ada Kok              | HDZ       | 1.08,7 1  | 25 maart 1963     | Durban      |
|     | Ada Kok              | HDZ       | 1.09,0 1  | 24 augustus 1962  | Leipzig     |
|     | Tineke Lagerberg     | Naarden   | 1.09,6    | 31 januari 1960   | Bremen      |
|     | Atie Voorbij         | De Robben | 1.10,0    | 19 augustus 1957  | Barcelona   |
|     | Atie Voorbij         | De Robben | 1.10,5 1  | 4 augustus 1957   | Rhenen      |
|     | Atie Voorbij         | De Robben | 1.11,7 1  | 3 augustus 1957   | Rhenen      |
|     | Atie Voorbij         | De Robben | 1.11,9    | 5 februari 1956   | Velsen      |
|     | Atie Voorbij         | De Robben | 1.13,1    | 21 september 1955 | Vlaardingen |
|     | Atie Voorbij         | De Robben | 1.13,2    | 28 augustus 1955  | Algiers     |
|     | Atie Voorbij         | De Robben | 1.13,7    | 14 juli 1955      | Naarden     |
|     | Mary Kok             | De Robben | 1.13,8    | 16 april 1955     | Alkmaar     |
|     | Mary Kok             | De Robben | 1.14,6    | 5 april 1955      | Amersfoort  |
|     | Mary Kok             | De Robben | 1.15,0    | 27 februari 1955  | Velsen      |
|     | Mary Kok             | De Robben | 1.15,2    | 26 januari 1955   | Hilversum   |
|     | Mary Kok             | De Robben | 1.16,4    | 22 januari 1955   | Dordrecht   |
|     | Nel Garritsen        | RDZ       | 1.19,0    | 31 oktober 1951   | Kopenhagen  |

1 = Gezwommen op langebaan. Indien tijd op langebaan sneller is dan tijd op kortebaan dan geldt de eerste als officieel record.